# Władimir Sołowjow (funkcjonariusz NKWD)
Władimir Aleksandrowicz Sołowjow (ros. Владимир Александрович Соловев; ur. 1912 w Grodnie, zm. 1974 w Smoleńsku) – funkcjonariusz radzieckich organów bezpieczeństwa, jeden z wykonawców zbrodni katyńskiej.
Od 5 marca 1934 w organach OGPU, od 1940 w WKP(b). Od października 1937 do lipca 1941 kierowca garażu Zarządu NKWD obwodu smoleńskiego. Wiosną 1940 uczestniczył w masowym mordzie na polskich jeńcach z obozu w Kozielsku, za co 26 października 1940 otrzymał nagrodę pieniężną od ludowego komisarza spraw wewnętrznych ZSRR Ławrientija Berii. W 1952 kierowca Oddziału Transportu Samochodowego Zarządu MGB obwodu smoleńskiego w stopniu starszego sierżanta. Odznaczony Orderem Czerwonej Gwiazdy (23 maja 1952), Medalem „Za zasługi bojowe” (10 stycznia 1945) i trzema medalami.